# فنادق ومنتجعات فيرمونت
فنادق ومنتجعات فيرمونت شركة كندية مشغلة للفنادق الفاخرة  و المنتجعات., حاليا فنادق فيرمونت تعمل في 22 بلدا:المملكة المغربية، كندا، الولايات المتحدة، أذربيجان، بربادوس، برمودا، جمهورية الصين الشعبية، مصر، ألمانيا، الهند، إندونيسيا، كينيا، المكسيك، موناكو، الفلبين، المملكة العربية السعودية، سنغافورة، جنوب أفريقيا، سويسرا، تركيا، أوكرانيا، الإمارات العربية المتحدة والمملكة المتحدة.
تعرف فيرمونت بانها مالك لاشهر الفنادق التاريخية  المعروفه في كندا  مثل فندق الإمبراطورة في فيكتوريا ، هوتل فانكوفر في مدينة فانكوفر, ، فندق ماكدونالد في ادمونتون ، شاتو لورييه في أوتاوا، رويال يورك في تورونتو ،  و قصر فرونتانس في كيبيك. وغيرها.

## معرض الصور

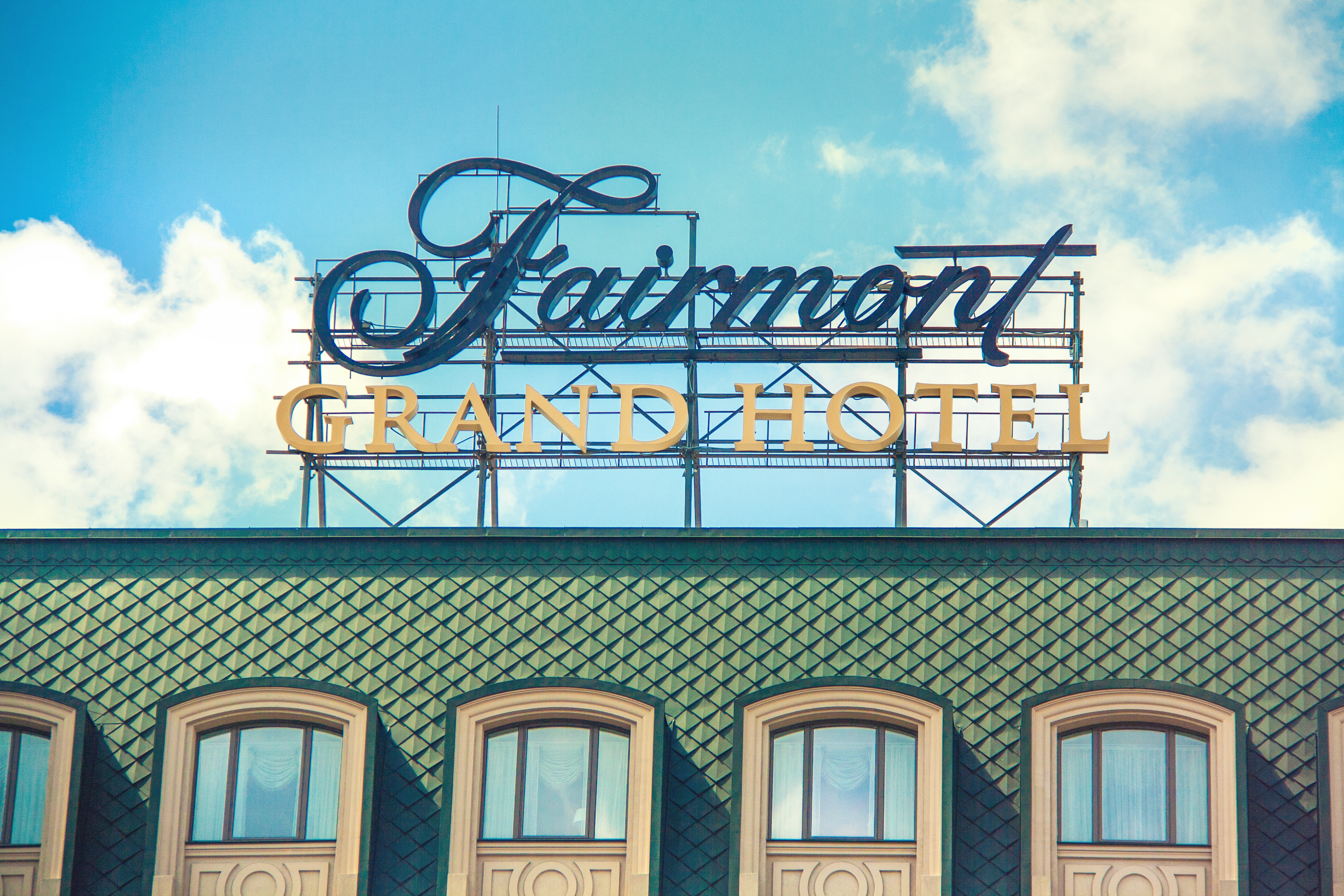
فندق فيرمونت كييف
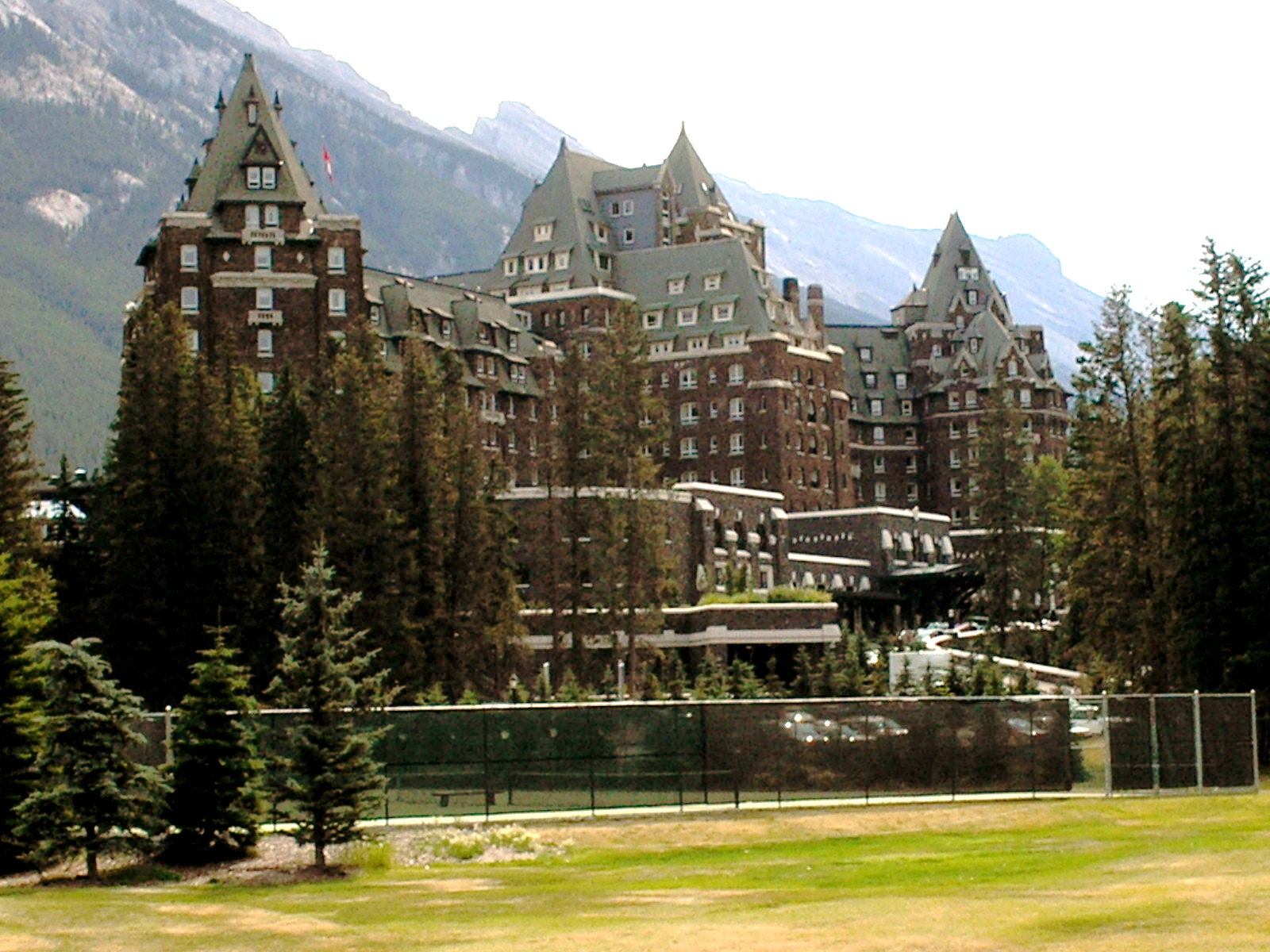
فندق فيرمونت بانف سبرينجز
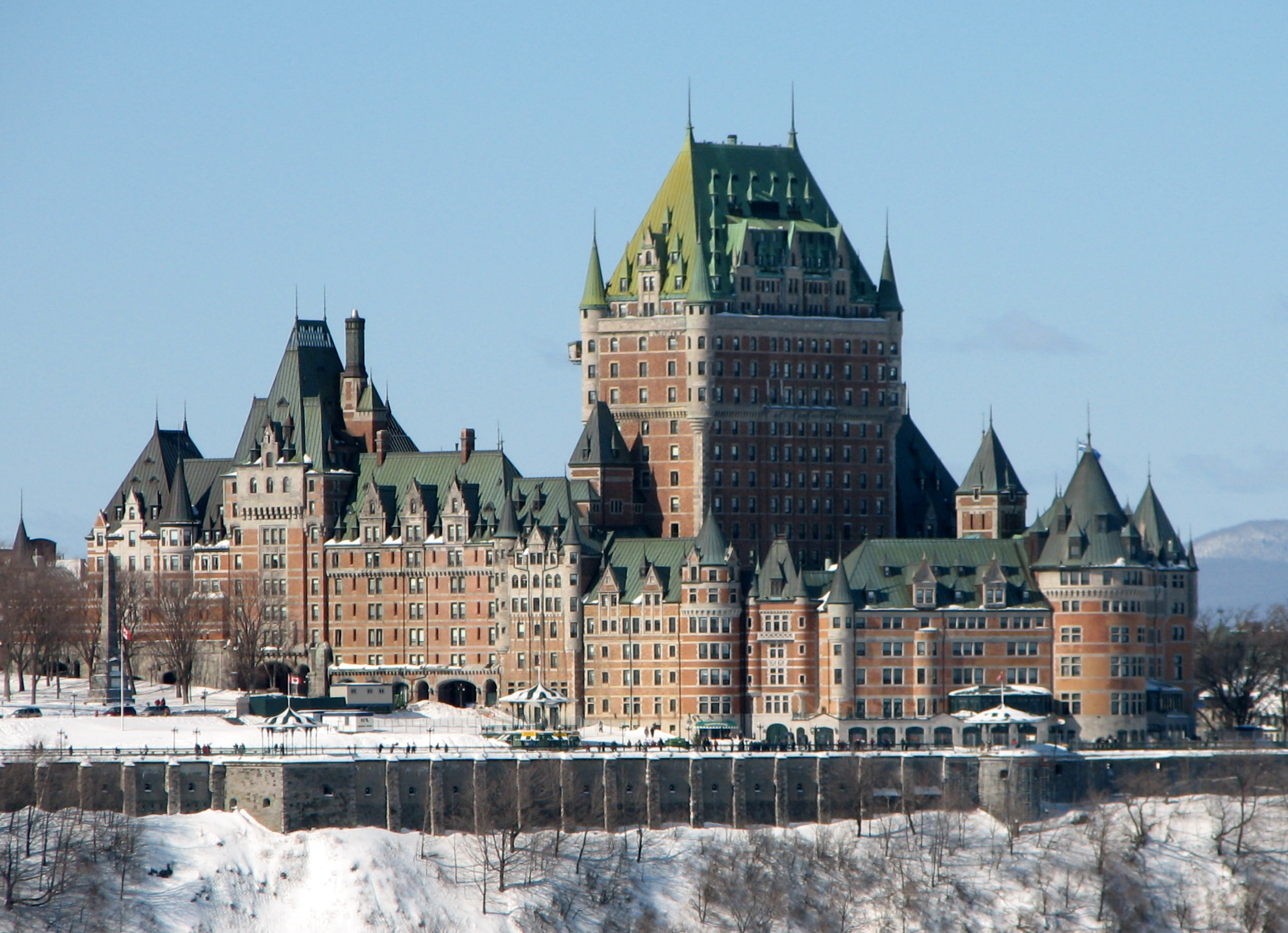
مدينة كيبيك - فيرمونت لو شاتو فرونتيناك
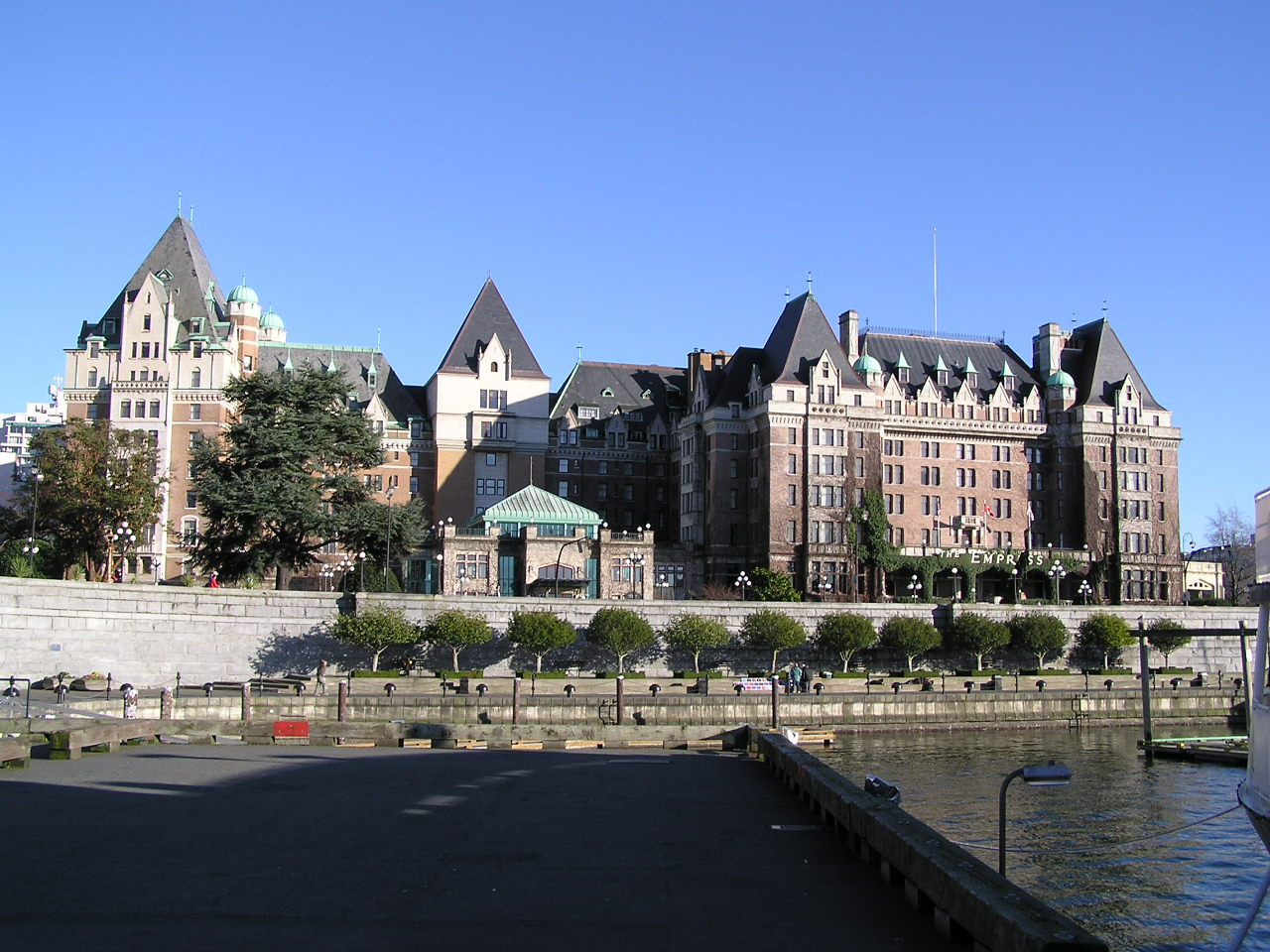
فيكتوريا - فيرمونت إمبريس
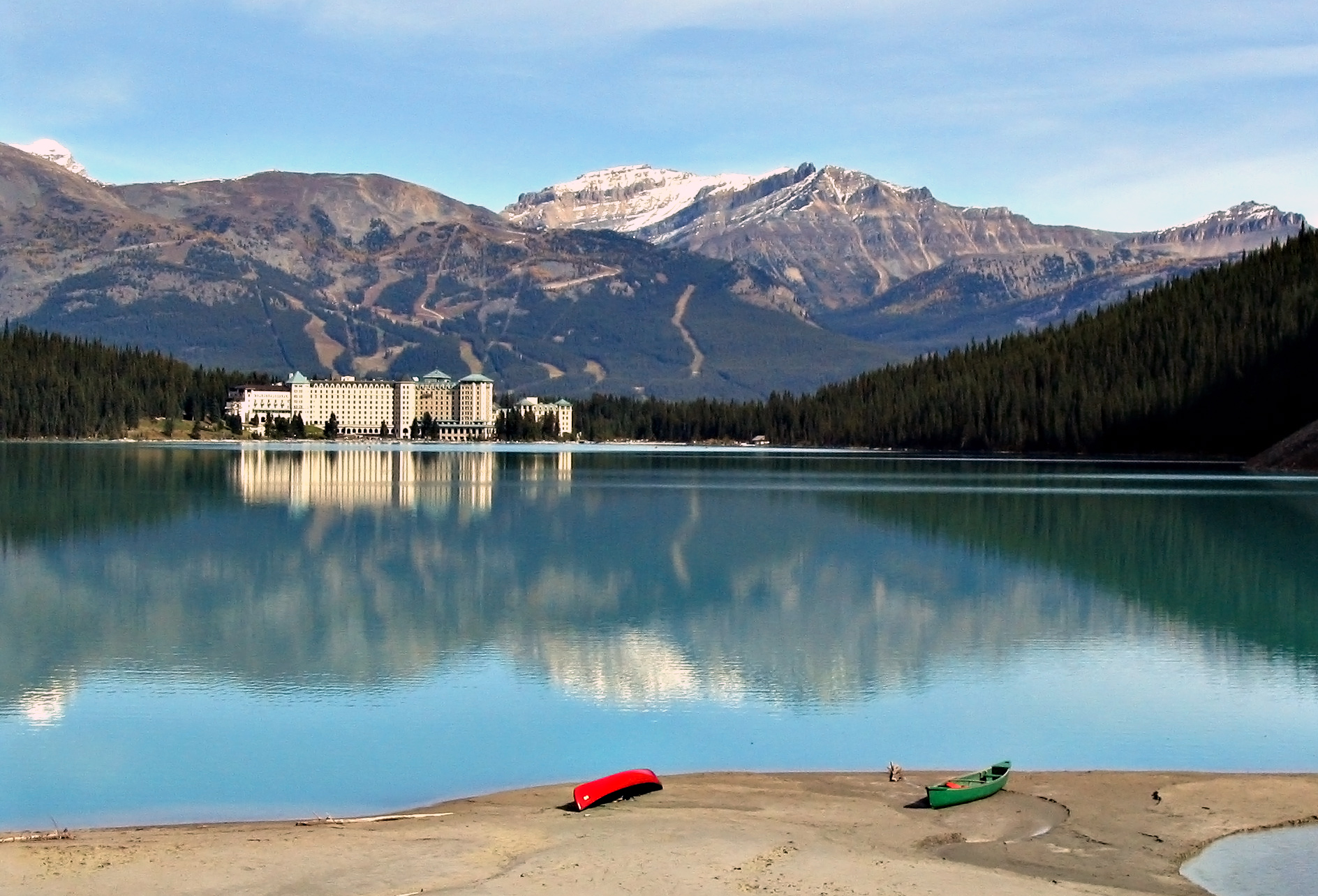
فيرمونت شاتو ليك لويز
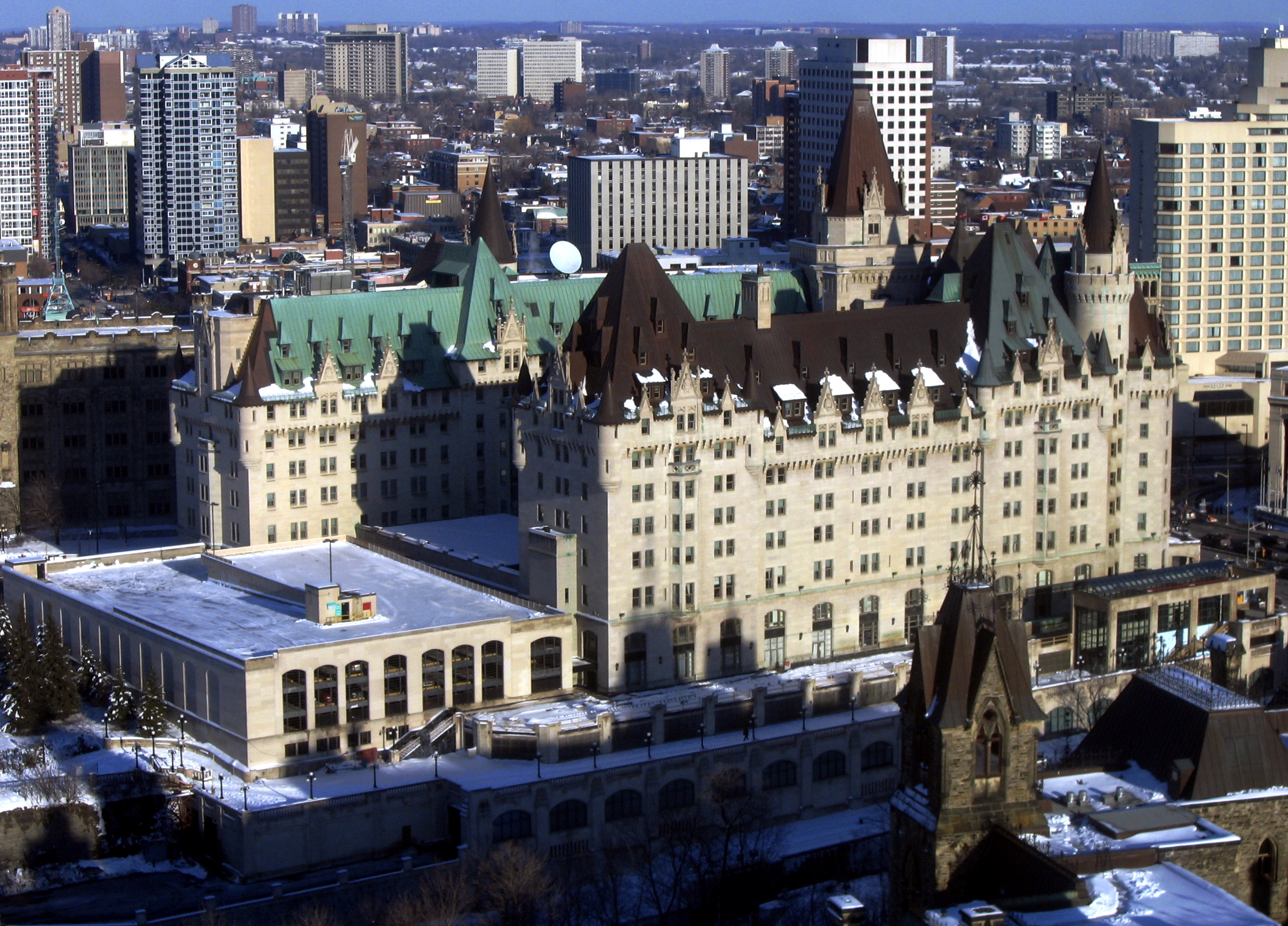
أوتاوا - فيرمونت شاتو لورييه
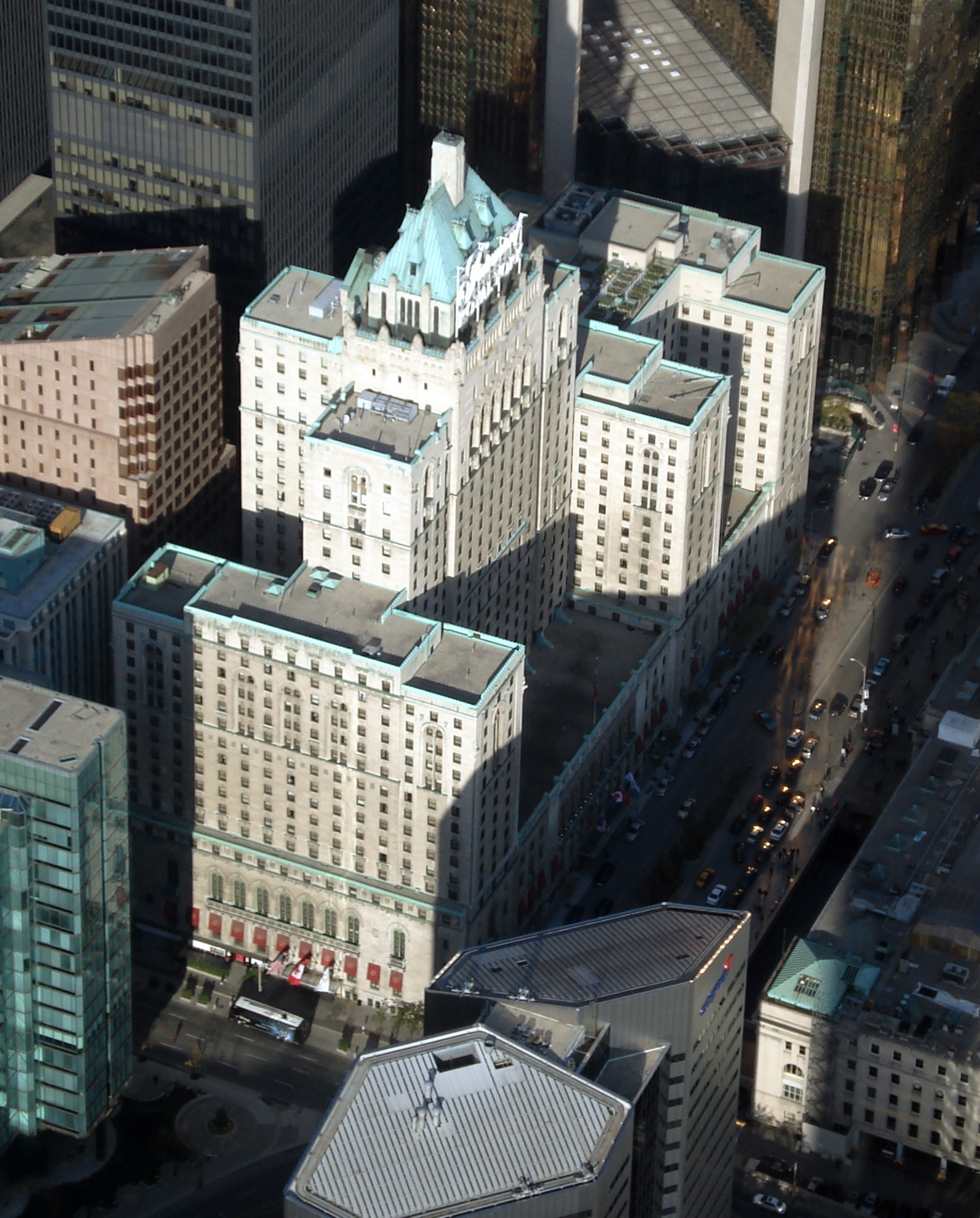
تورنتو - فيرمونت رويال يورك
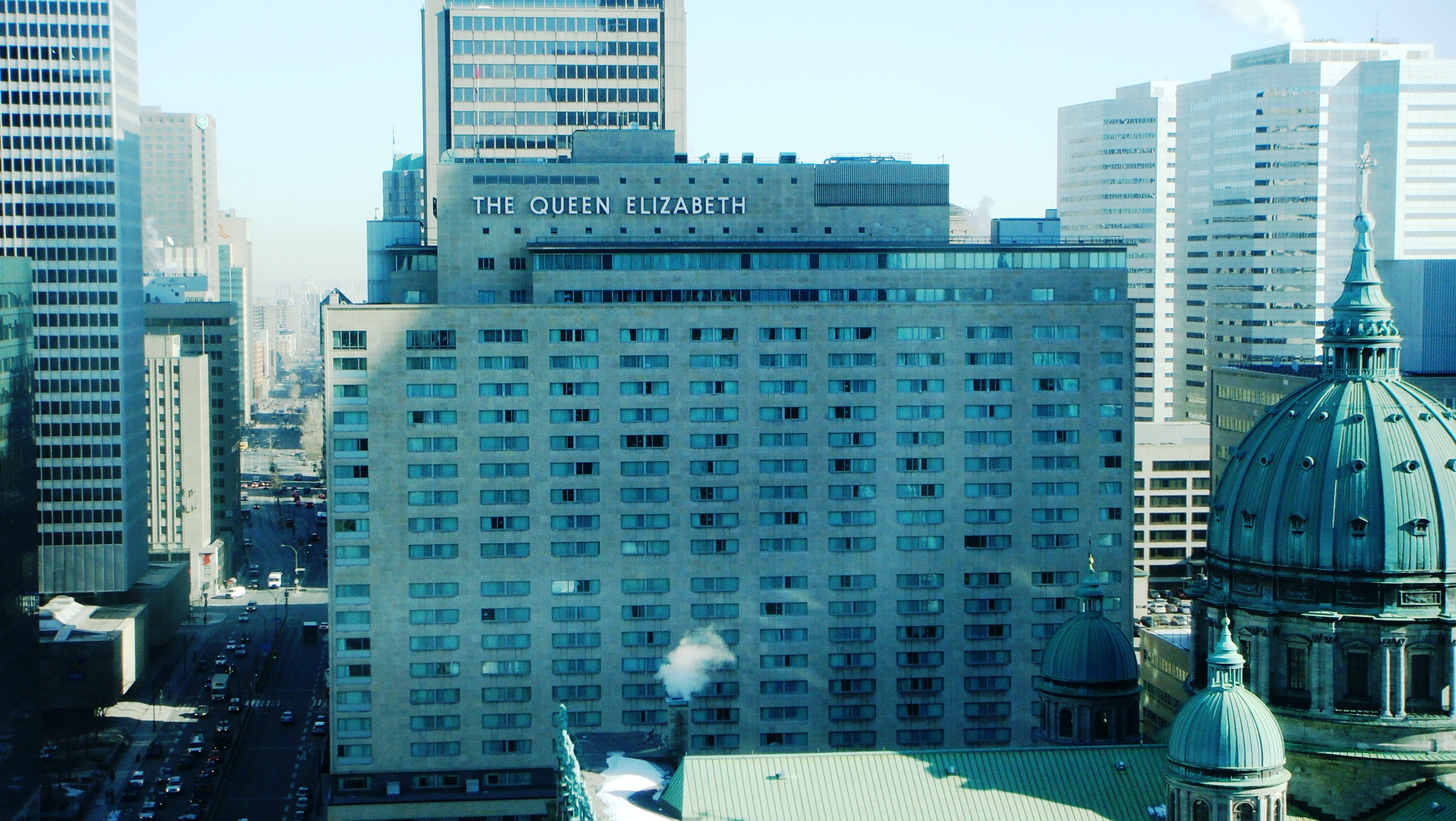
مونتريال - فيرمونت الملكة إليزابيث
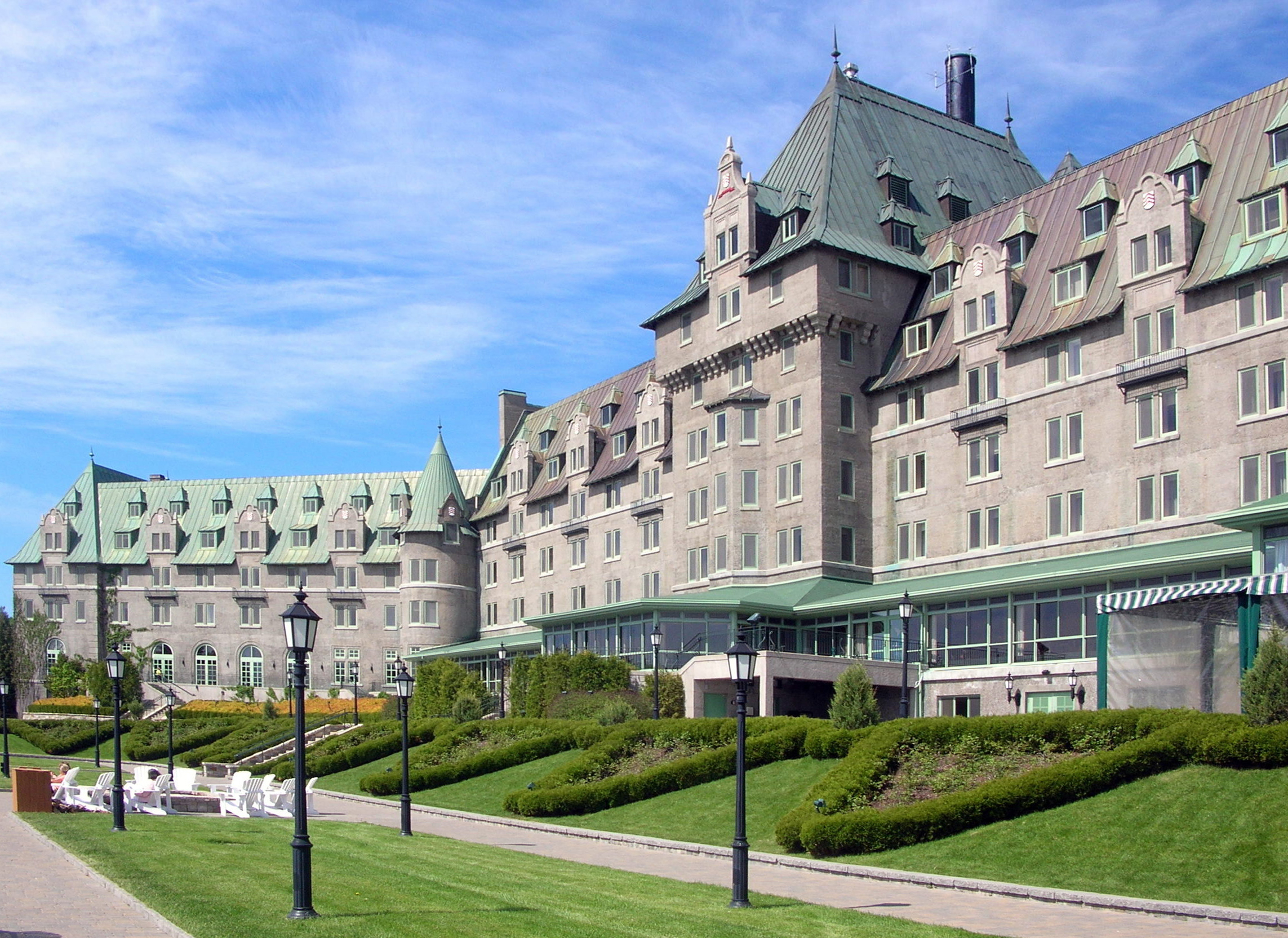
شارفلوا - فيرمونت لو مانوار ريشيليو
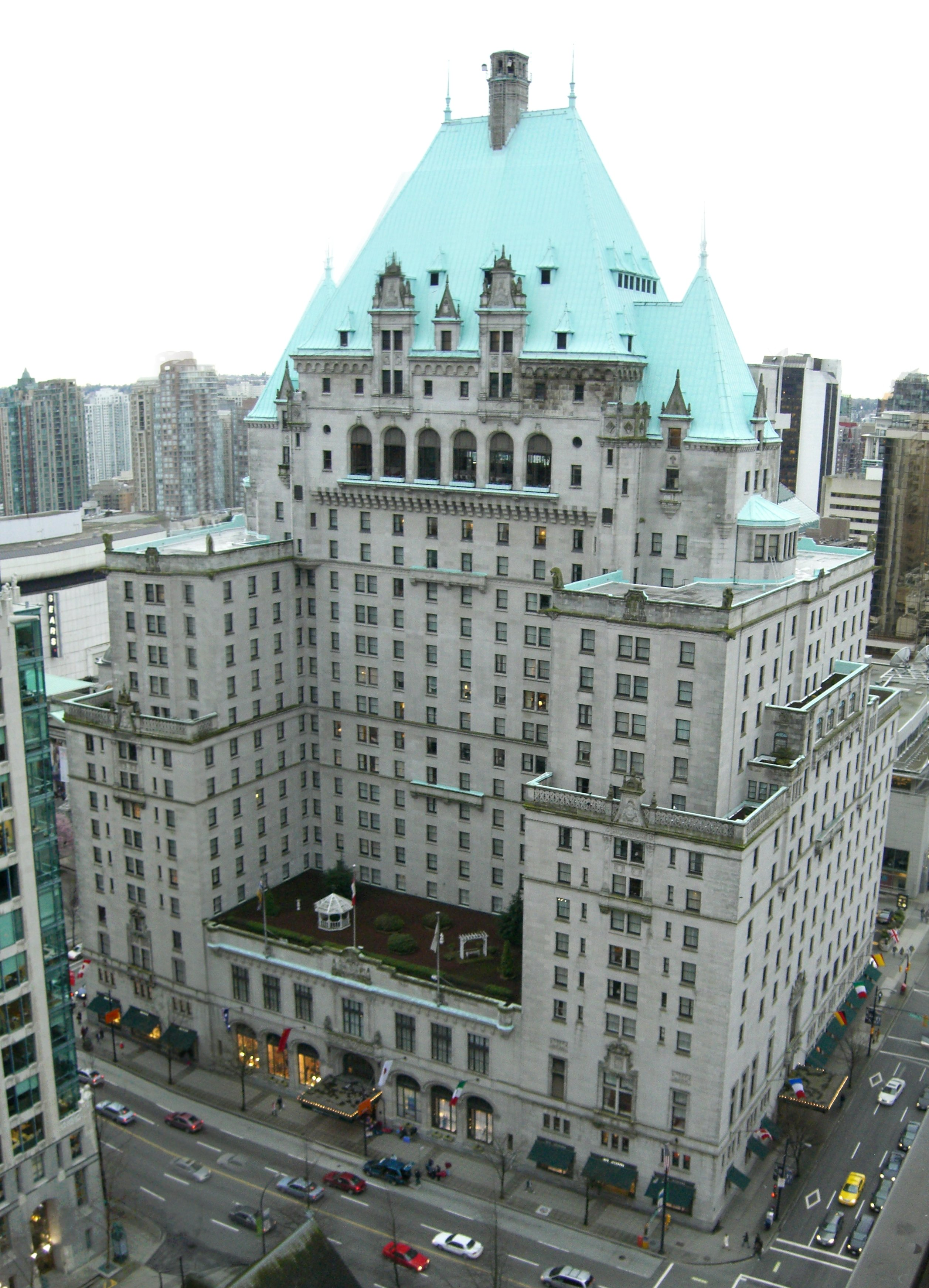
فندق فيرمونت فانكوفر
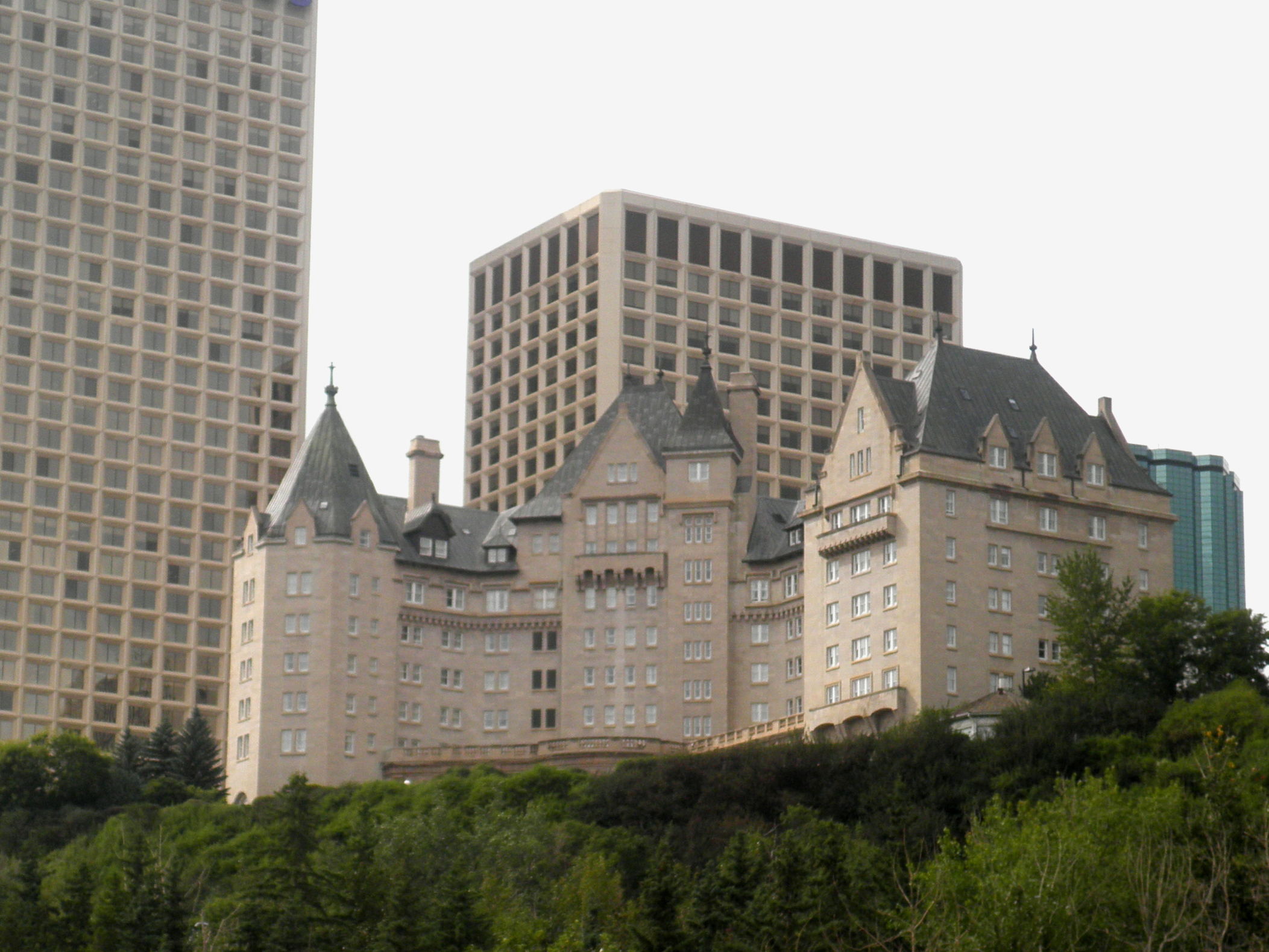
إدمونتون - فندق فيرمونت ماكدونالد
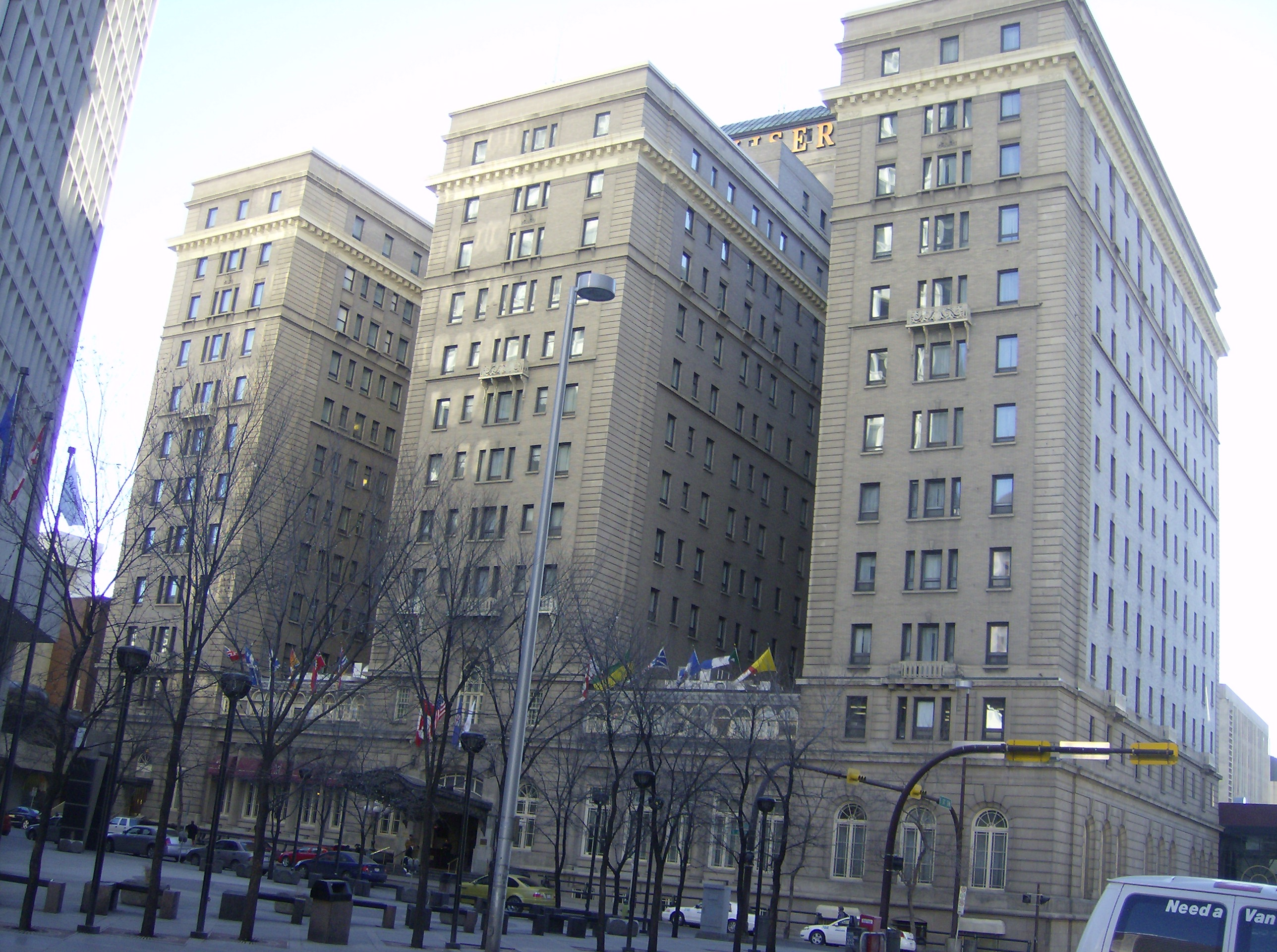
كالجاري - فيرمونت باليزر
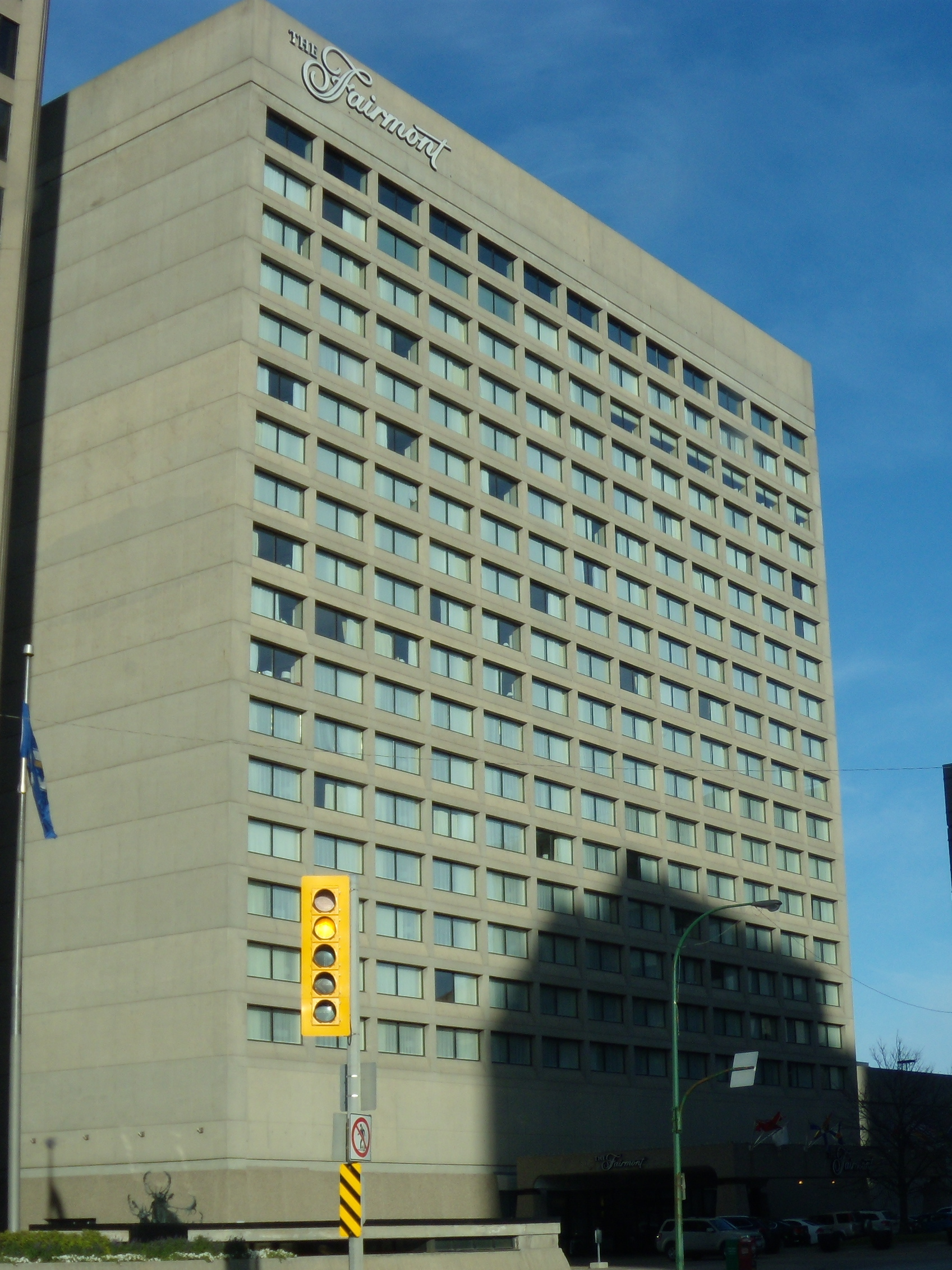
وينيبيغ - فيرمونت وينيبيغ
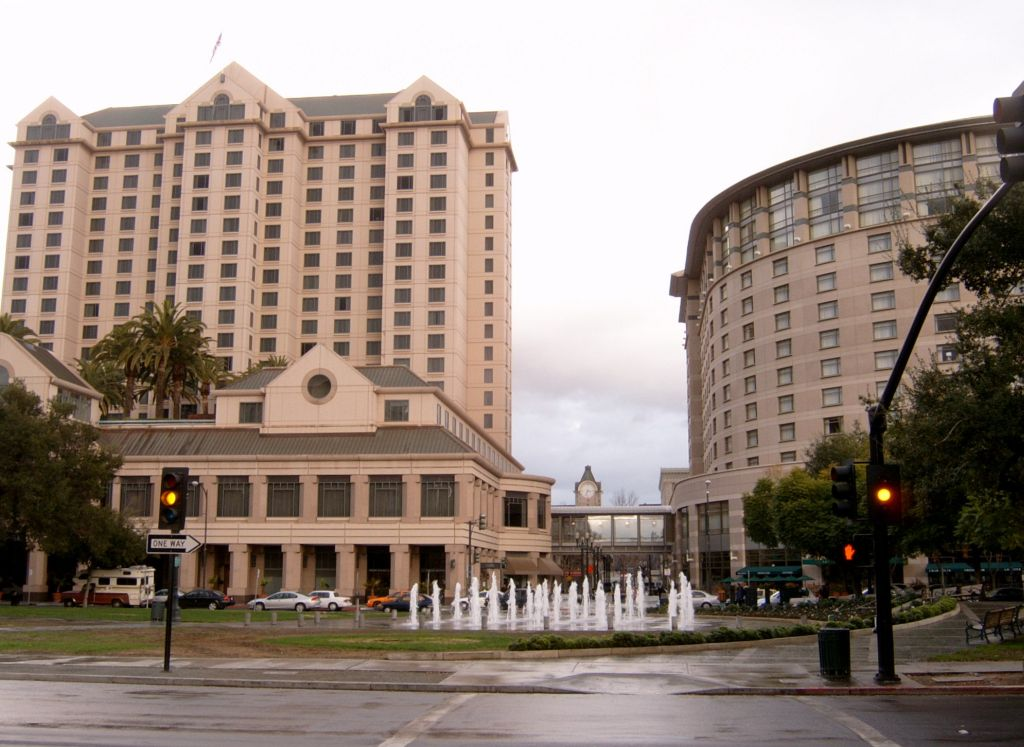
فندق فيرمونت سان خوسيه
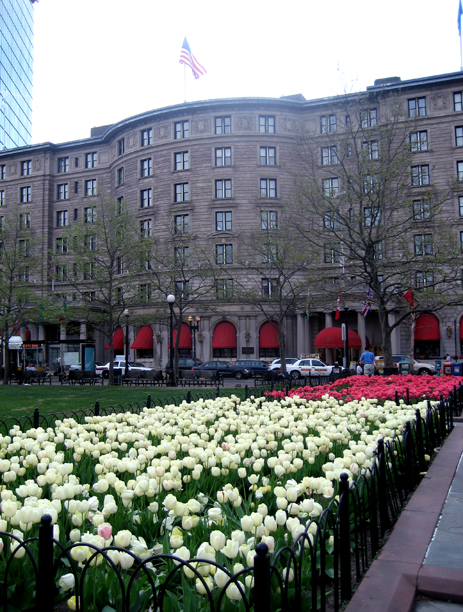
فيرمونت كوبلي بلازا
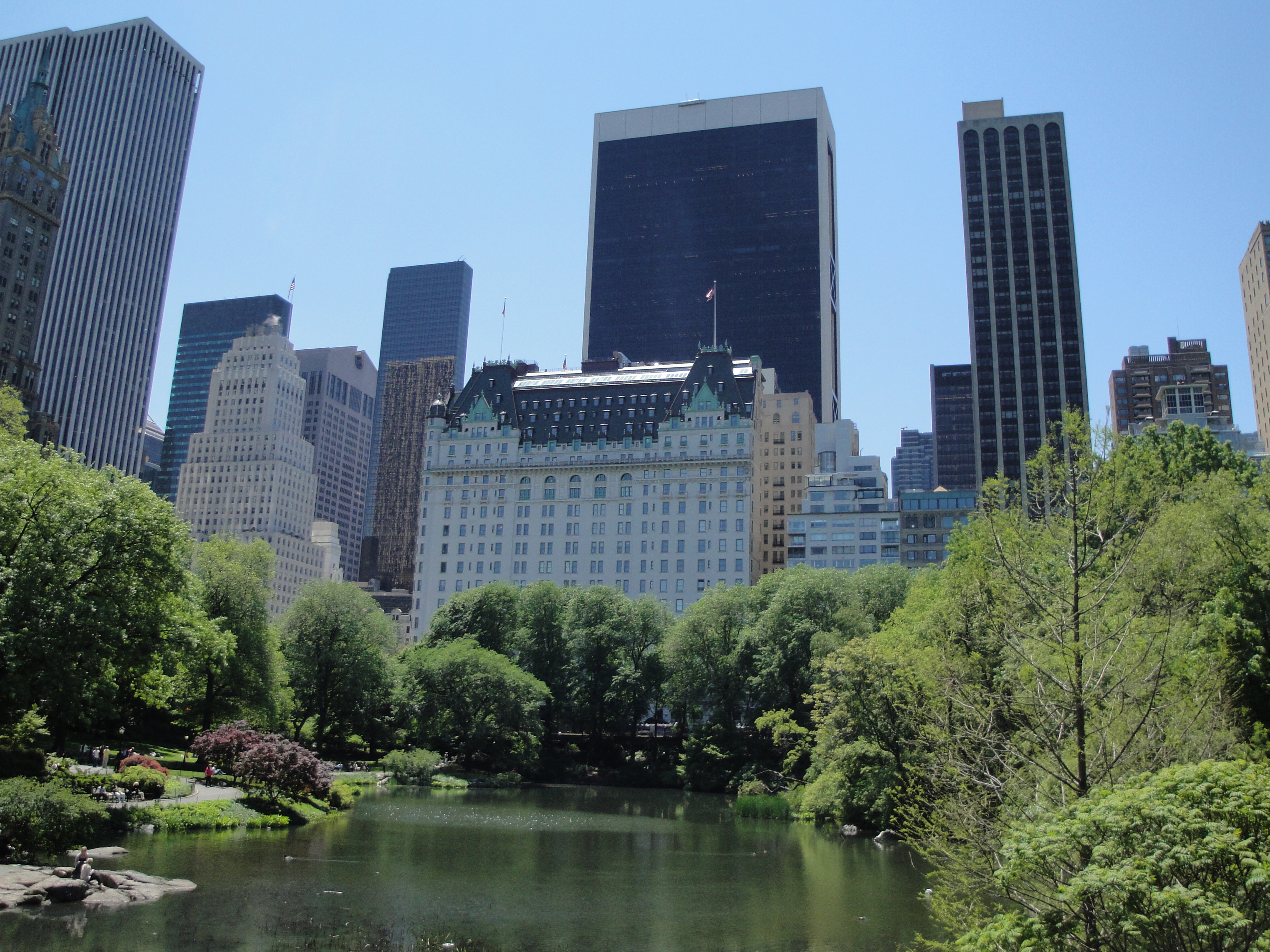
فندق بلازما في مدينة نيويورك
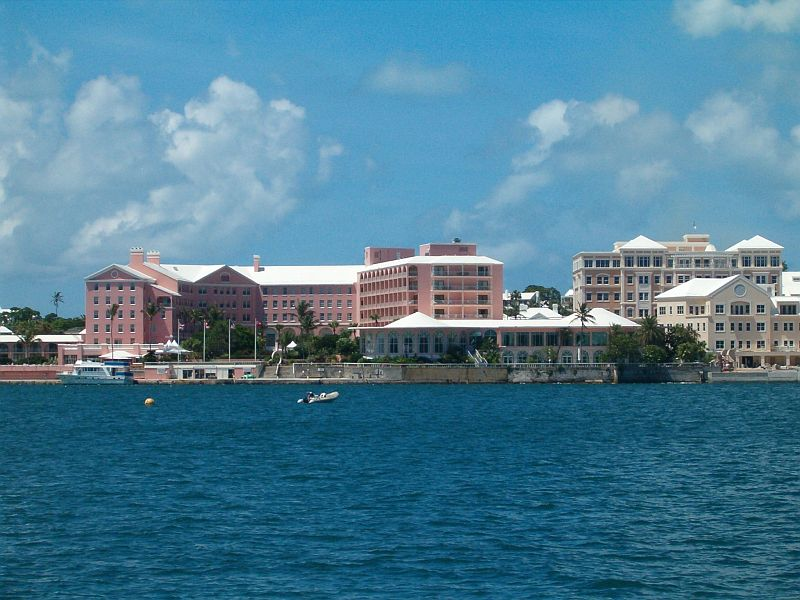
فندق فيرمونت هاميلتون برينسيس في برمودا
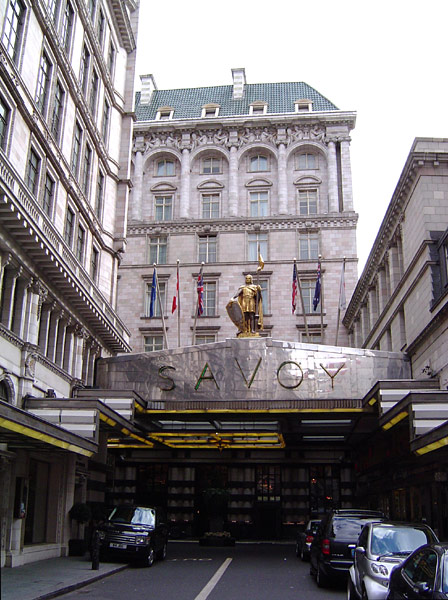
فندق سافوي في لندن
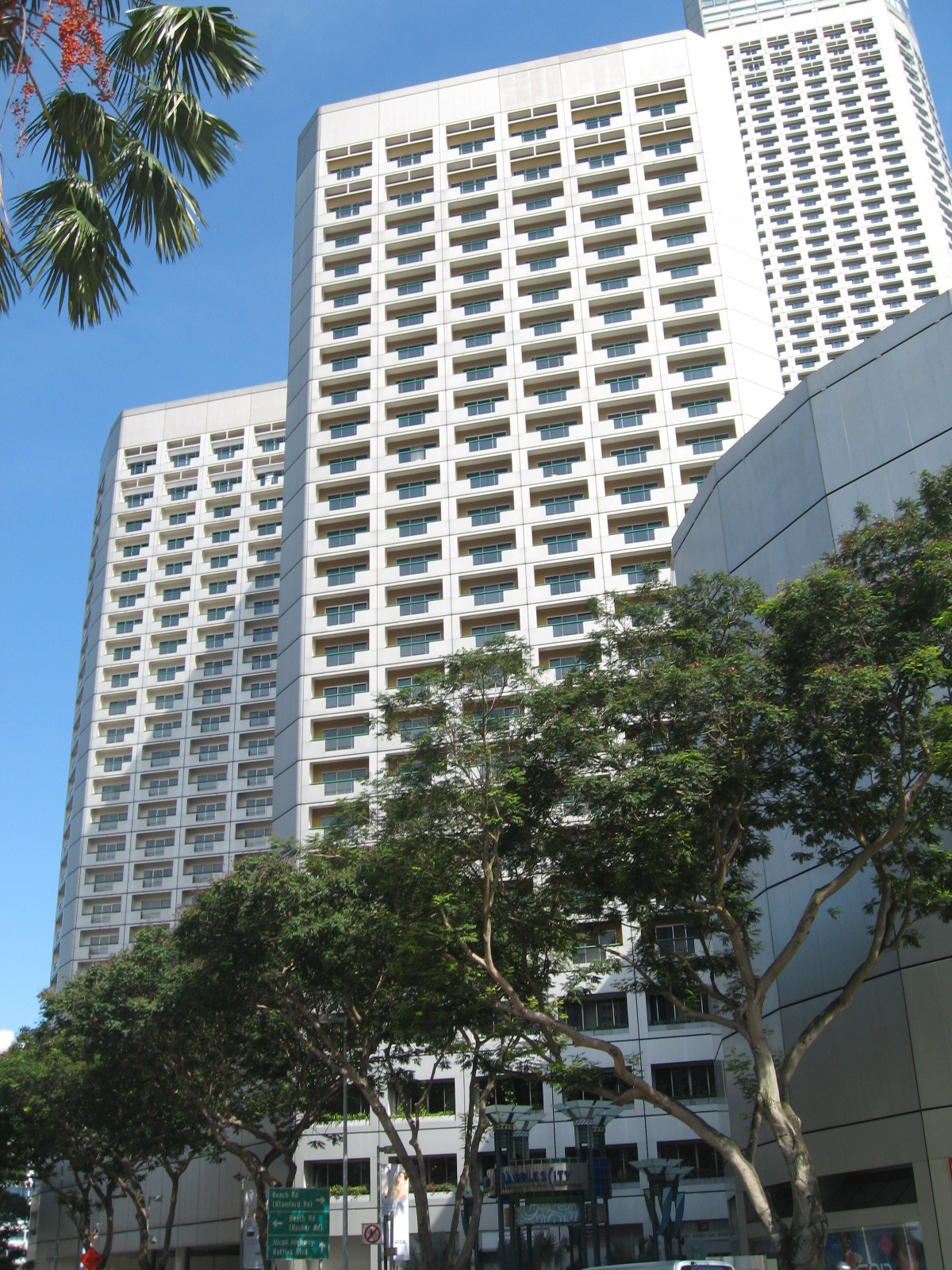
فيرمونت سنغافورة